# 영광군 (함경남도)
영광군(榮光郡)은 조선민주주의인민공화국 함경남도의 군이다.

## 지리
군의 북서부에는 부전령으로부터 이어지는 산들이 우뚝 솟아있다. 신흥군에서 출발하는 성천강이 군내를 흘러 평야를 형성한다. 다른 주요 강으로는 흑림강, 자동천, 천불산천, 기곡천이 있다. 전체 면적의 약 80%가 산림이다. 가장 높은 지점은 마대산(1,745m)이다.
북쪽으로 장진군, 동쪽으로 신흥군, 남쪽으로 함주군·함흥시, 서쪽으로 평안남도 대흥군과 인접한다.

## 역사
군내의 황초령에는 신라 진흥왕의 순수비가 세워졌다.
1952년 12월에 함주군 하조양면, 상기천면, 하기천면, 주북면, 기곡면을 분리하여 오로군(五老郡)으로 신설되었다. 오로리와 그 주변지역은 오로읍으로 개편하였으며 영광군의 옛 이름은 오로군은 영광읍의 옛 이름인 오로리(五老里)에서 유래했다. 1954년 10월에 신흥군과 함주군의 일부 지역을 흡수하였으며, 1963년에 일부 지역이 함흥시에 편입되었다. 1981년 10월에 영광군으로 개칭되면서 오로읍도 영광읍으로 바뀌었다.

## 경제
산이 많은 지역이지만 농업이 이루어진다. 농작물로는 옥수수, 쌀, 콩, 밀, 보리가 재배된다. 소규모의 과수원과 가축도 사육된다. 석탄과 금이 매장되어 있고 수력 발전도 행해진다.

## 교통

### 철도
- 신흥선
- 장진선

## 행정 구역
영광군은 다음의 행정 구역으로 구성되어 있다.
1읍
- 영광읍 (榮光邑)

1구
- 수전로동자구 (水電勞動者區)

24리
- 인다리 (仁多里)
- 풍호리 (豊湖里)
- 봉흥리 (鳳興里)
- 룡동리 (龍洞里)
- 동양리 (東陽里)
- 쌍송리 (雙松里)
- 신상리 (新上里)
- 상통리 (上通里)
- 산창리 (山蒼里)
- 상중리 (上中里)
- 풍상리 (豊上里)
- 자동리 (柘洞里)
- 관수리 (觀水里)
- 전동리 (典洞里)
- 천불산리 (千佛山里)
- 기상리 (岐上里)
- 동중리 (東中里)
- 신덕리 (新德里)
- 삼흥리 (三興里)
- 화장리 (花藏里)
- 중상리 (中上里)
- 흥봉리 (興峯里)
- 후주리 (後州里)
- 장흥리 (長興里)

## 같이 보기
- 조선민주주의인민공화국의 지리
- 조선민주주의인민공화국의 행정 구역